# مونتزوما (آریزونا)
مونتزوما (به انگلیسی: Montezuma) یک منطقهٔ مسکونی در ایالات متحده آمریکا است که در آریزونا واقع شده‌است. مونتزوما ۱۸۴ متر بالاتر از سطح دریا واقع شده‌است.